# バレエ・リュス

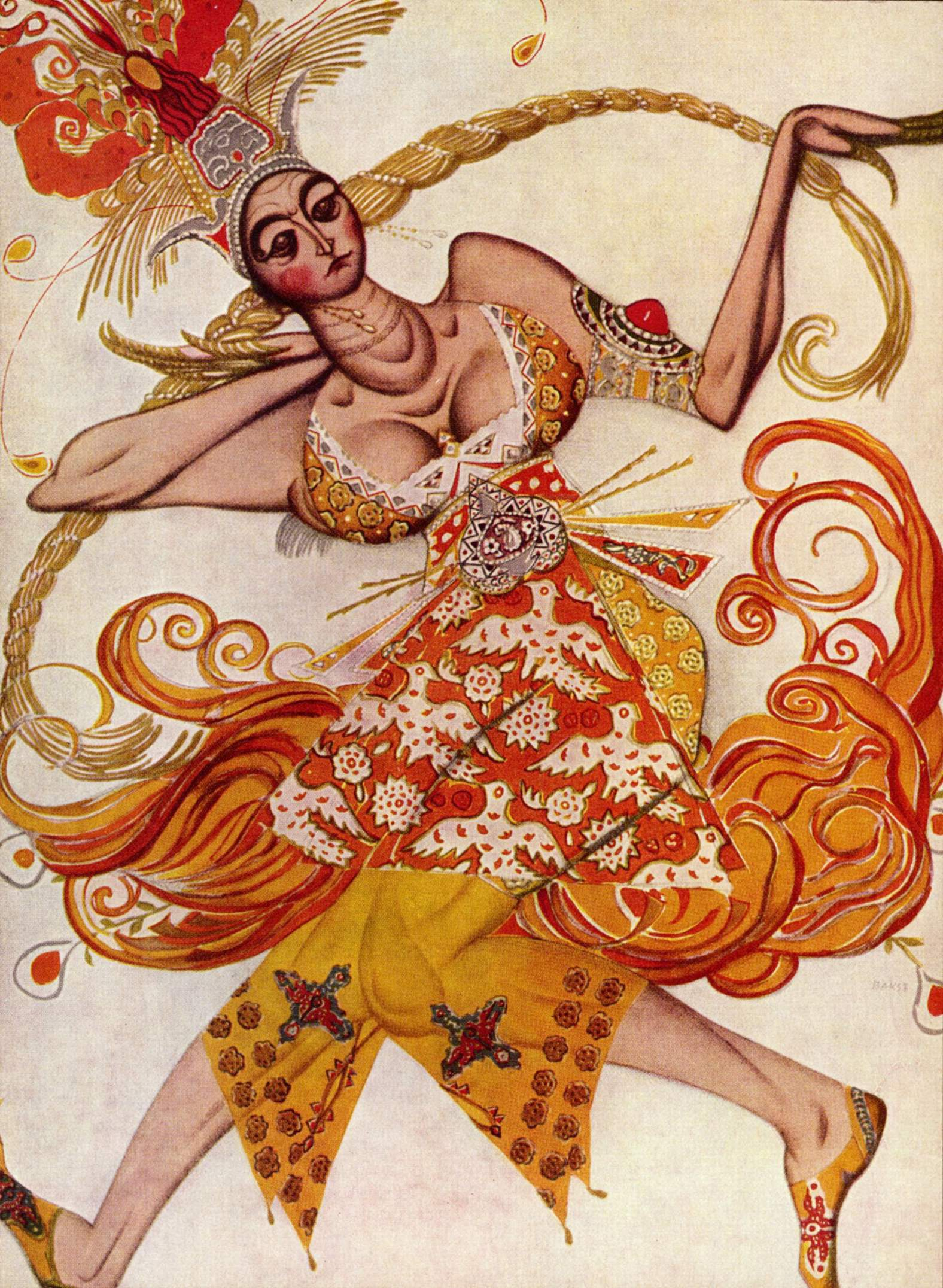
レオン・バクスト：バレエ『火の鳥』（1910）のコスチューム

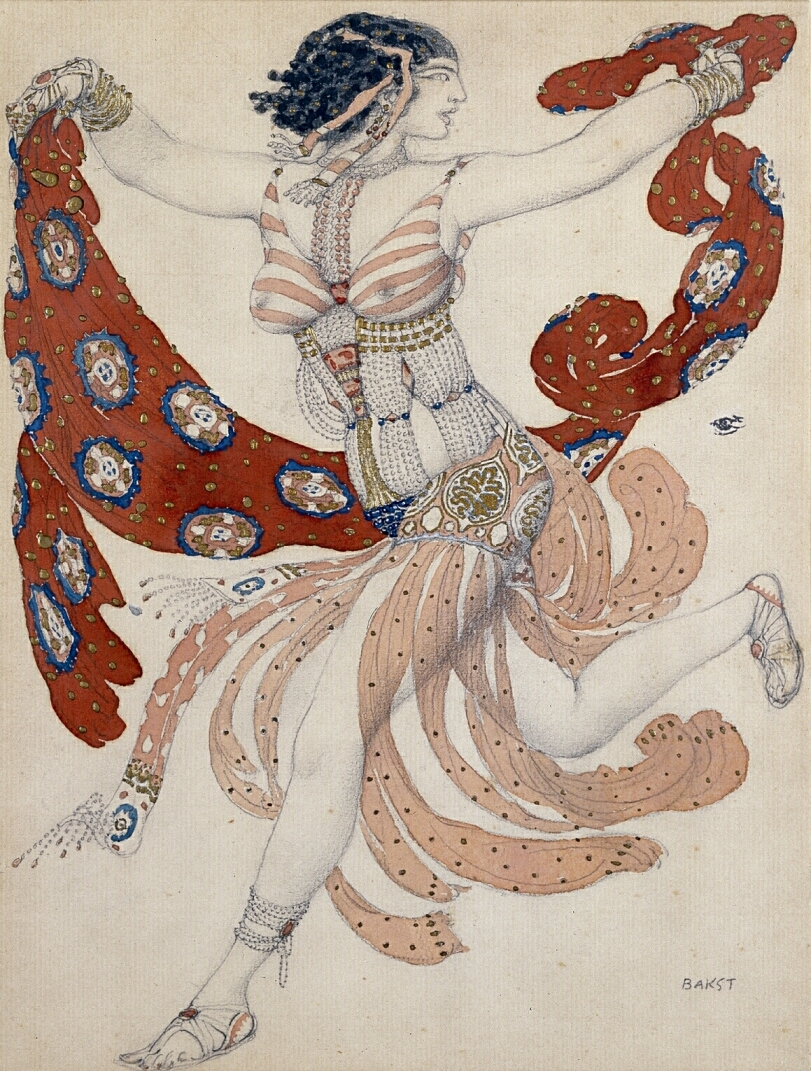
レオン・バクスト：バレエ『火の鳥』(1910) のコスチューム2

バレエ・リュス（仏: Ballets russes）は、ロシア出身の芸術プロデューサー、セルゲイ・ディアギレフ（1872年 - 1929年）が主宰したバレエ団である。
「ロシア・バレエ団」とも呼ばれ、1909年にパリのシャトレ座で旗揚げをしてから、ディアギレフ死去後の1929年に解散するまでの間、パリを中心として活動し、今日のモダンバレエにおける基礎を築き、「総合芸術としてのバレエ」という、これまでになかった芸術スタイルを確立させた。集まった芸術家たちの気持ちは、ディアギレフを含め、必ずしも一枚岩ではなかったとしても、バレエ・リュスは多くの芸術を遺した。20世紀前半の舞踊・音楽・美術が、バレエ・リュスに結実した、と言うこともできよう。

## 歴史
セルゲイ・ディアギレフは1906年にパリのサロン・ドートンヌでロシア芸術展を開催して成功した。翌年からは毎年パリでロシア音楽を紹介するコンサートを開催し、1908年には『ボリス・ゴドゥノフ』をガルニエ宮で上演した。1909年のシーズンでもオペラを中心としたイベントを開く予定だったが、主要なパトロンであったウラジーミル大公の死によって計画が狂ったディアギレフは、リムスキー＝コルサコフのオペラ『プスコフの娘』（『イヴァン雷帝』の題で上演）のみを完全な形で上演、残りのオペラは抜粋上演し、そのかわりにバレエを中心とした「セゾン・リュス」のプログラムを組んだ。これが実質的なバレエ・リュスの旗揚げとなる。翌1910年のシーズンに主要なオペラ歌手であるフョードル・シャリアピンが参加できないことがわかったこともあり、ディアギレフはオペラをやめてバレエの公演を行うことにした。
ディアギレフは一流のダンサーと振付師、および劇を専門としない画家・音楽家を起用することによって、バレエを時代の最先端をいく芸術ジャンルとした。音楽家としてはクロード・ドビュッシー、モーリス・ラヴェル、レイナルド・アーン、エリック・サティ、フランシス・プーランク、ダリウス・ミヨー、アンリ・ソーゲらを採用したが、中でもイーゴリ・ストラヴィンスキーはバレエ・リュスのために書いた作品によって世界的名声を得た。
第一次世界大戦が勃発するとヨーロッパでの大規模な公演は困難になった。バレエ・リュスは一時的に解散し、またトップ・ダンサーのヴァーツラフ・ニジンスキーはハンガリーに抑留された。1915年にバレエ・リュスは活動を再開し、ジュネーヴとパリで赤十字のための慈善演奏会を開いて成功、翌年には渡米してメトロポリタン歌劇場で公演を行い、ヨーロッパに戻ると5月に中立国であるスペインのテアトロ・レアルで公演を行った。同年秋には2回めの渡米を果たした。1917年には南米公演を行ったが、ニジンスキーが大きく調子をくずし、帰国後はほぼ引退状態になった。ヨーロッパに戻った後にスペインとポルトガルでツアーを行ったが、ロシア革命とそれに続くブレスト＝リトフスク条約でロシアが単独講和を結んだため、ロシア人は連合国から好ましからざる人物と見られ、その結果バレエ・リュスはスペインの外に出られなくなった。1918年9月にようやくスペインを離れてロンドンのコロシアム劇場 (London Coliseum) で公演を行うことができた。
バレエ・リュスは時代の最先端を行っていたために、しばしばスキャンダルを起こした。『牧神の午後』(1912)につけられたニジンスキーの性的な振り付けは物議をかもし、『春の祭典』の初演(1913)は有名な大騒ぎを引き起こした。『パラード』の初演(1917)は別の意味で大騒ぎになった。
バレエ・リュスの成功に影響され、各地にライバルとなる団体が創設された。アンナ・パヴロワはバレエ・リュスを去って1911年に自分のバレエ・カンパニーを創設した。1920年にはロルフ・デ・マレがバレエ・スエドワ（スウェーデン・バレエ団）をパリで創設した。1928年にはイダ・ルビンシュタインがバレエ・リュスの主要なメンバーを引き抜いて舞踊団を発足した。
1929年のディアギレフの死とともにバレエ・リュスは解散したが、何度か復活が試みられた。1931年には後継団体となるバレエ・リュス・ド・モンテカルロが設立された。セルジュ・リファールはパリ・オペラ座に移り、ルーセルの『バッカスとアリアーヌ』などの振り付けを行った。ジョージ・バランシンおよびイーゴリ・ストラヴィンスキーは後にアメリカ合衆国に移って協力しあった。

## 活躍し、協力した芸術家たち
バレエ・リュスで活躍し、或いは協力した芸術家たちを列記する。
氏名の右の、たとえば（1872露 - 1971仏）は、1872年にロシアに生まれ、1971年にフランスで没した、という意味である。

### 舞踊家兼振付家

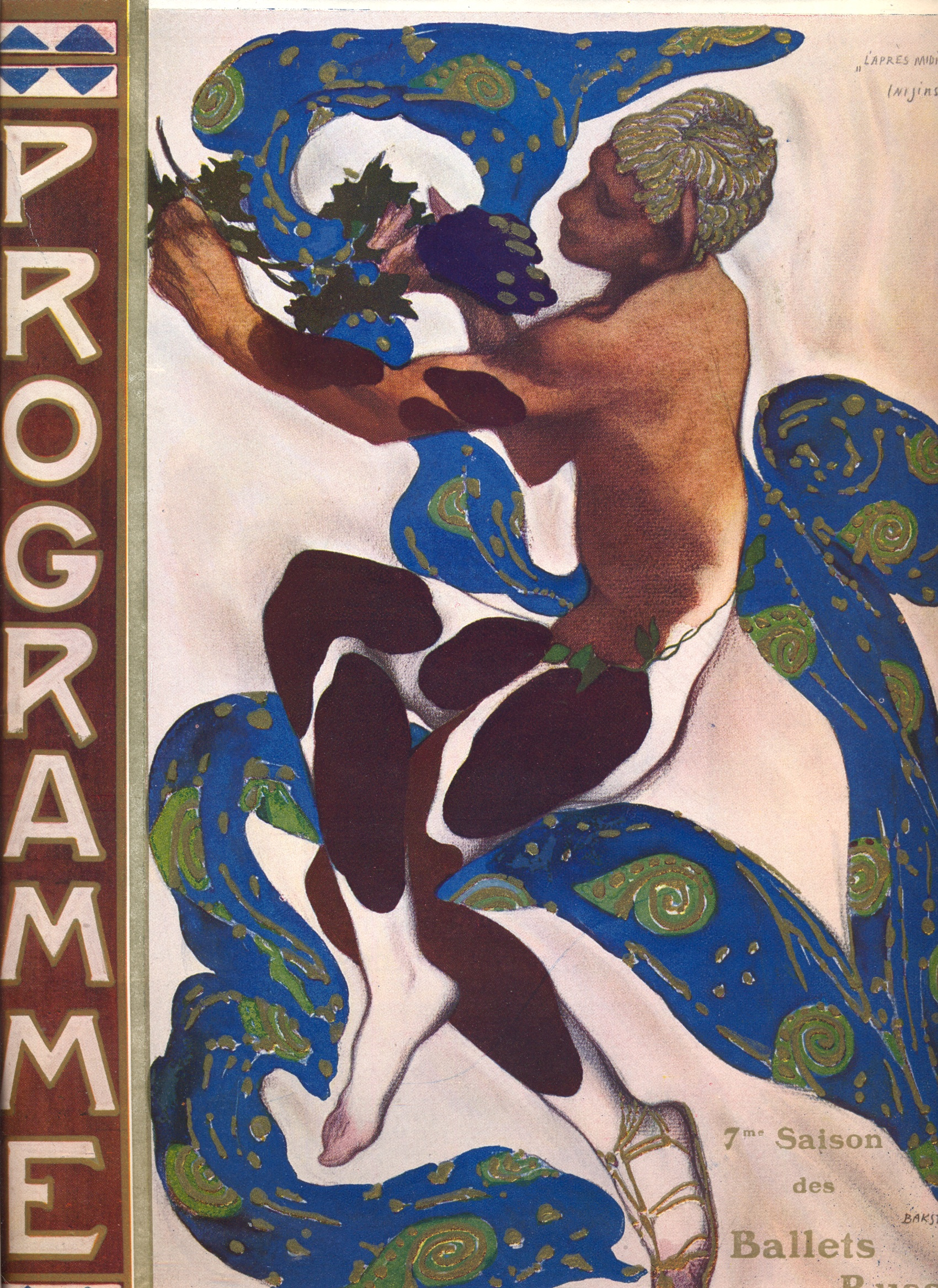
レオン・バクスト：『牧神の午後』（1912）のニジンスキー

- ミハイル・フォーキン、（1880露 - 1942米）
- ヴァーツラフ・ニジンスキー、（1890ウクライナ - 1950英）
- レオニード・マシーン、（1896露 - 1979独）
- ブロニスラヴァ・ニジンスカ、（1891露 - 1972米）
- ジョージ・バランシン、（1904露 - 1983米）

### 舞踊家
- エンリコ・チェケッティ、（1850年伊 - 1928 ）
- マチルダ・クシェシンスカヤ、（1872露 - 1971仏）
- アンナ・パヴロワ、（1881露 - 1931蘭）
- アドルフ・ボルム（Adolph Bolm、1884露 - 1951米）
- イダ・ルビンシュタイン、（1885ウクライナ - 1960仏）
- タマーラ・カルサヴィナ、（1885露 - 1978英）
- リュドミラ・ショラール、（1888露 - 1978米）
- リディア・ロポコワ、（1892露 - 1981英）
- アレクサンドラ・ダニロワ、（1903露 - 1997米）
- アントン・ドーリン 、（1904英 - 1983仏）
- セルジュ・リファール、（1905ウクライナ - 1986仏）
- マリー（ミリアム）・ランベール、（1888ポーランド - 1982）　『春の祭典』でニジンスキーの助手を務める。

### 作曲家（編曲含む）
- アナトーリ・リャードフ、（1855露 - 1914露）
- クロード・ドビュッシー、（1862仏 - 1918仏）
- リヒャルト・シュトラウス、（1864独 - 1949独）
- アレクサンドル・グラズノフ、（1865露 - 1936仏）
- エリック・サティ、（1866仏 - 1925仏）
- フローラン・シュミット、（1870仏 - 1958仏）
- ニコライ・チェレプニン、（1873露 - 1945仏）
- モーリス・ラヴェル、（1875仏 - 1937仏）
- レイナルド・アーン、（1875ヴェネズエラ - 1947仏）
- マヌエル・デ・ファリャ、（1876西 - 1946アルゼンチン）
- オットリーノ・レスピーギ、（1879伊 - 1936伊）
- トーマス・ビーチャム、（1879英 - 1961英）
- イーゴリ・ストラヴィンスキー、（1882露 - 1971米）
- マクシミリアン・シテインベルク、（1883露 - 1946仏）
- ロード・バーナーズ、（1883 英 - 1950英）
- セルゲイ・プロコフィエフ、（1891ウクライナ - 1953露）
- ダリウス・ミヨー、（1892仏 - 1974スイス）
- フランシス・プーランク、（1899仏 - 1963仏）
- ジョルジュ・オーリック、（1899仏 - 1983仏）
- アンリ・ソーゲ、（1901仏 - 1959仏）
- コンスタント・ランバート、（1905英 - 1951英）

### 指揮者
- ガブリエル・ピエルネ、（1863仏 - 1937仏）
- ピエール・モントゥー、（1875仏 - 1964米）
- デジレ＝エミール・アンゲルブレシュト、（1880仏 - 1965仏）
- エルネスト・アンセルメ、（1883スイス - 1969スイス）
- ロジェ・デゾルミエール、（1898仏 - 1963仏）

### 画家・装飾家
- コンスタティン・コロヴィン（Konstantin Korovin）、（1861露 - 1969仏）
- アレクサンドル・ゴロヴィン（Alexander Golovin）、（1863露 - 1930露）
- レオン・バクスト、（1866ベラルーシ - 1924仏）
- アンリ・マティス、（1869仏 - 1954仏）
- アレクサンドル・ブノワ、（1870露 - 1960仏）
- ジョルジュ・ルオー、（1871仏 - 1958仏）
- アンドレ・ボーシャン、（1873仏 – 1958仏）
- ニコライ・レーリッヒ、（1874露 - 1947印）
- エカテリーナ・ゲルツァー（Yekaterina Geltzer）、（1876露 - 1962露）
- アンドレ・ドラン、（1880仏 - 1954仏）
- ナタリア・ゴンチャロワ、（1881露 - 1962仏）
- ミハイル・ラリオーノフ、（1881ウクライナ - 1964仏）
- パブロ・ピカソ、（1881西 - 1973仏）
- セルゲイ・スデイキン、（1882露 - 1946米）
- ジョルジュ・ブラック、（1882仏 - 1963仏）
- モーリス・ユトリロ、（1883仏 - 1955仏）
- マリー・ローランサン、（1883仏 - 1956仏）
- ココ・シャネル、（1883仏 - 1971仏）
- ジョルジョ・デ・キリコ、（1888ギリシャ - 1978伊）
- マックス・エルンスト、（1891独 - 1976仏）
- ジョアン・ミロ、（1893西 - 1983西）

### 文人
- フーゴ・フォン・ホーフマンスタール、（1874墺 - 1929墺）　--『ヨゼフ物語』の台本
- ジャン・コクトー、（1889仏 - 1963仏）　--『青神』『パラード』『青列車』の台本

## 公演会場
初演に関係する劇場を国別にまとめる。
フランス
- パリ、シャトレ座
- パリ、オペラ座
- パリ、シャンゼリゼ劇場

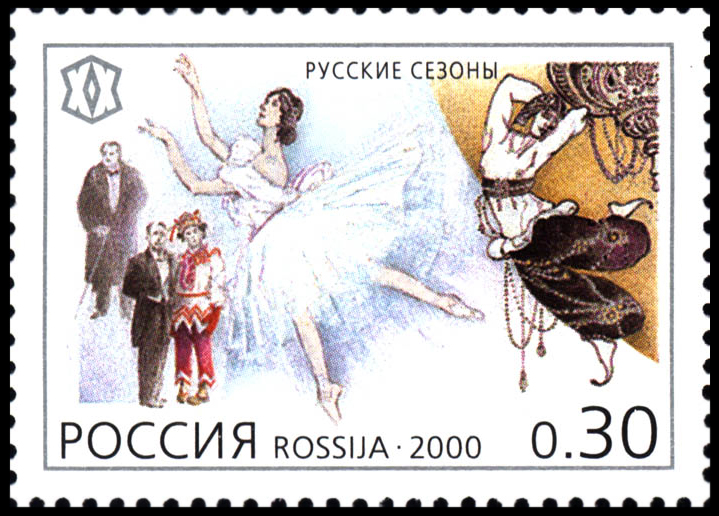
バレエ・リュスの記念切手（ロシア、2000年）

- パリ、ゲテ・リリック劇場（Théâtre gaieté lyrique）、（休場）
- パリ、サラ・ベルナール劇場（現、パリ市立劇場）（Théâtre de la Ville）

イギリス 
- ロンドン、ロイヤル・オペラ・ハウス
- ロンドン、アルハンブラ劇場（Alhambra Theatre）
- ロンドン、コロシアム劇場（Coliseum Theatre）
- ロンドン、リセウム劇場（Lyceum Theatre, London）
- ロンドン、ヒズ・マジェスティ劇場（His Majesty's Theatre）

モナコ 
- モンテカルロ、モンテカルロ歌劇場

イタリア
- ローマ、コンスタンツィ劇場

スペイン 
- スペイン、サン・セバスティアン、エウフェニア・ヴィクトリア劇場（Teatro Victoria Eugenia）

ドイツ
- ベルリン、ヴェステン劇場（Theater des Westens）

オーストリア
- ウィーン、ウィーン国立歌劇場

スイス
- ジュネーヴ、ジュネーヴ大劇場（Grand Théâtre (Genève)）

アメリカ合衆国 
- ニューヨーク、マンハッタン歌劇場（Manhattan Opera House）

## 活動と初演の記録
ここでいう『初演』とは、バレエ・リュスにとっての初演である。たとえば、『白鳥の湖』はロシアで、19世紀に世界初演されている。『火の鳥』はバレエ・リュスが繰り返し再演したが、再演は以下で記さない。
バレエ・リュスの公演の舞台監督は、ほとんどセルゲイ・グリゴリーエフが務めた。
バレエ・リュスはバレエ以外にオペラなども手掛けたが、表中、バレエ以外の作品については網掛けを施した。

### 1909年
- 日露戦争（1904 - 1905）の敗戦後、ロマノフ朝の末期。

- マリインスキー劇場やボリショイ劇場のシーズンオフに、座員らがセルゲイ・ディアギレフに率いられ、『セゾン・リュス（ロシアのシーズン）』と称して、パリで公演した。

| 日付・会場               | タイトル                                      | 振付家     | 作曲者                  | 指揮者       | 装置／衣裳                        | 主なダンサー                                                                   |
| ------------------------ | --------------------------------------------- | ---------- | ----------------------- | ------------ | --------------------------------- | ------------------------------------------------------------------------------ |
| 5月19日 パリ、シャトレ座 | 『アルミードの館』                            | フォーキン | チェレプニン            | チェレプニン | ブノワ                            | パヴロワ、フォーキン、ニジンスキー、ブルガコフ                                 |
| 5月19日 パリ、シャトレ座 | 『韃靼人の踊り』 （オペラ『イーゴリ公』より） | フォーキン | ボロディン              | チェレプニン | レーリッヒ                        | ボルム、フェドロヴァ、フォーキン、スミルノヴァ、アスタフィエヴァ               |
| 5月19日 パリ、シャトレ座 | 『饗宴』                                      | フォーキン | ロシアバレエのメドレー  | クーパー     | コロヴィン／ ブノワ、バクストほか | カルサヴィナ、ニジンスキー                                                     |
| 6月2日 パリ、シャトレ座  | 『レ・シルフィード』                          | フォーキン | ショパン （編曲者複数） | チェレプニン | ブノワ                            | パヴロワ、バルティナ、カルサヴィナ、フォーキン、ニジンスキー、アスタフィエヴァ |
| 6月2日 パリ、シャトレ座  | 『クレオパトラ』                              | フォーキン | ロシア音楽のメドレー    | チェレプニン | バクスト                          | パヴロワ、ルビンシュタイン、カルサヴィナ、フォーキン、ニジンスキー、ブルガコフ |

### 1910年
- 引き続き、夏休みの興行。ベルリン と パリで公演した。

| 日付・会場                       | タイトル                        | 振付家                  | 作曲者                     | 指揮者       | 装置／衣裳          | 主なダンサー |
| -------------------------------- | ------------------------------- | ----------------------- | -------------------------- | ------------ | ------------------- | --- |
| 5月20日 ベルリン、ヴェステン劇場 | 『謝肉祭』 （ル・カルナヴァル） | フォーキン              | シューマン （編曲者複数）  | チェレプニン | バクスト            | ロポコワ、マリア・ピルツ、レオンティエ、ボルム、カルサヴィナ、ニジンスキー、アスタフィエヴァ、フォーキン、ショラール |
| 6月4日 パリ、オペラ座            | 『シェエラザード』              | フォーキン バクスト     | リムスキー＝コルサコフ     | チェレプニン | バクスト 台本ブノワ | ルビンシュタイン、ニジンスキー、ブルガコフ、フォーキン                                                               |
| 6月18日 パリ、オペラ座           | 『ジゼル』                      | コラリ ペロー           | アダン                     | ヴィダル     | ブノワ              | カルサヴィナ、ニジンスキー                                                                                           |
| 6月25日 パリ、オペラ座           | 『火の鳥』                      | フォーキン              | ストラヴィンスキー         | ピエルネ     | ゴロヴィン バクスト | カルサヴィナ、フィキーナ、フォーキン、ブルガコフ                                                                     |
| 6月25日 パリ、オペラ座           | 『オリエンタル』                | プティパ フォーキン改訂 | ロシア・北欧音楽のメドレー | チェレプニン | ゴロヴィン          | ゲルツァー、カルサヴィナ、フォキーナ、ニジンスキー、ヴォリニン、オルロフ                                             |

- 10月、ニジンスキーが『牧神の午後』の振付を開始。

### 1911年
- ディアギレフが『バレエ・リュス』を名乗るバレエ団を結成し、一年中、興行できる体制にした。
- モンテカルロ → パリ → ロンドンを巡演。

| 日付・会場                                 | タイトル                                | 振付家              | 作曲者                 | 指揮者       | 装置／衣裳                                | 主なダンサー                                                               |
| ------------------------------------------ | --------------------------------------- | ------------------- | ---------------------- | ------------ | ----------------------------------------- | -------------------------------------------------------------------------- |
| 4月19日 モンテカルロ歌劇場                 | 『薔薇の精』 （『舞踏への勧誘』による） | フォーキン          | ウェーバー             | チェレプニン | バクスト                                  | カルサヴィナ、ニジンスキー                                                 |
| 4月26日 モンテカルロ歌劇場                 | 『ナルシス』                            | フォーキン          | チェレプニン           | チェレプニン | バクスト                                  | カルサヴィナ、フォーキン、ニジンスキー、ニジンスカ                         |
| 6月6日 パリ、シャトレ座                    | 『サトコ』 （「海底王国」の場面）       | フォーキン          | リムスキー＝コルサコフ | チェレプニン | ボリス・アニスフェルト（Boris Annisfeld） | フォーキン                                                                 |
| 6月13日 パリ、シャトレ座                   | 『ペトルーシュカ』                      | フォーキン          | ストラヴィンスキー     | モントゥー   | ブノワ                                    | カルサヴィナ、ニジンスキー、フォーキン、オルロフ、チェケッティ、ショラール |
| 11月30日 ロンドン ロイヤル・オペラ・ハウス | 『白鳥の湖』                            | プティパ フォーキン | チャイコフスキー       | モントゥー   | K.コロヴィン A.ゴロヴィン                 | クシェシンスカヤ、ニジンスキー                                             |

### 1912年
- ベルリン → ドレスデン → ウィーン → ブダペスト → モンテカルロ → パリ → ロンドン → ドイツ各地 → ブダペストを巡演。
- 2月にペテルブルク公演が予定されていたが、会場に予定していた「人民会館」が1月24日に焼失したために中止となる。結果的に、バレエ・リュスは解散まで1度もロシアで公演することはなかった[26]。

| 日付・会場               | タイトル             | 振付家       | 作曲者       | 指揮者             | 装置／衣裳            | 主なダンサー                                                   |
| ------------------------ | -------------------- | ------------ | ------------ | ------------------ | --------------------- | -------------------------------------------------------------- |
| 5月13日 パリ、シャトレ座 | 『青色の神』         | フォーキン   | アーン       | アンゲルブレシュト | バクスト 台本コクトー | カルサヴィナ、ネリドヴァ、ニジンスキー、フローマン、フォーキン |
| 5月20日 パリ、シャトレ座 | 『タマーラ』         | フォーキン   | バラキレフ   | モントゥー         | バクスト              | カルサヴィナ、ボルム                                           |
| 5月29日 パリ、シャトレ座 | 『牧神の午後』       | ニジンスキー | ドビュッシー | モントゥー         | バクスト              | ネリドヴァ、ニジンスキー                                       |
| 6月8日 パリ、シャトレ座  | 『ダフニスとクロエ』 | フォーキン   | ラヴェル     | モントゥー         | バクスト              | カルサヴィナ、ボルム、ニジンスキー、フォーキン                 |

- 6月、フォーキンがバレエ団を去る。

### 1913年
- ウィーン → プラハ → ロンドン → モンテカルロ → パリ → ロンドン → ブエノスアイレス → モンテヴィデオ → リオデジャネイロを巡演。ディアギレフは南米公演には不参加。
- パリで5月に行われたシャンゼリゼ劇場の杮落とし公演では『春の祭典』が一大スキャンダルとなる。

| 日付・会場                     | タイトル                                | 振付家       | 作曲者                                              | 指揮者     | 装置／衣裳                       | 主なダンサー                           |
| ------------------------------ | --------------------------------------- | ------------ | --------------------------------------------------- | ---------- | -------------------------------- | -------------------------------------- |
| 1月 ウィーン国立歌劇場         | 『金の鳥』 （『眠れる森の美女』による） | プティパ     | チャイコフスキー                                    | モントゥー | アンドリエフ／フセヴロンジンスキ | カルサヴィナ、ニジンスキー             |
| 5月15日 パリ、シャンゼリゼ劇場 | 『遊戯』                                | ニジンスキー | ドビュッシー                                        | モントゥー | バクスト                         | カルサヴィナ、ショラール、ニジンスキー |
| 5月29日 パリ、シャンゼリゼ劇場 | 『春の祭典』                            | ニジンスキー | ストラヴィンスキー                                  | モントゥー | レーリッヒ                       | ピルツ                                 |
| 6月5日 パリ、シャンゼリゼ劇場  | オペラ 『ホヴァーンシチナ』             |              | ムソルグスキー （ストラヴィンスキー、ラヴェル編曲） |            | フェドローフスキー               |                                        |
| 6月12日 パリ、シャンゼリゼ劇場 | 『サロメの悲劇』                        | ロマノフ     | フローラン・シュミット                              | モントゥー | スデイキン                       | カルサヴィナ                           |

- 南米ツアーの途中、ニジンスキーがロモラ・デ・プルスキと電撃結婚し、ディアギレフから解雇される。
- 12月、一時的にフォーキンが復帰。

### 1914年
- プラハ → ドイツ → モンテカルロ → パリ → ロンドンを巡演。
- 1月、レオニード・マシーンが『ヨセフの伝説』の主役として入団。

| 日付・会場                 | タイトル                | 振付家                   | 作曲者                          | 指揮者         | 装置／衣裳               | 主なダンサー                                                                                       |
| -------------------------- | ----------------------- | ------------------------ | ------------------------------- | -------------- | ------------------------ | -------------------------------------------------------------------------------------------------- |
| 4月16日 モンテカルロ歌劇場 | 『蝶々』                | フォーキン               | シューマン （チェレプニン編曲） | モントゥー     | ドブジンスキー／バクスト | カルサヴィナ、ショラール、フォーキン                                                               |
| 5月17日 パリ、オペラ座     | 『ヨセフの伝説』        | フォーキン               | R.シュトラウス                  | R.シュトラウス | セール／バクスト         | マシーン、ブルガコフ、フォーキン                                                                   |
| 5月24日 パリ、オペラ座     | オペラ・バレエ 『金鶏』 | フォーキン               | リムスキー＝コルサコフ          | モントゥー     | ゴンチャロワ             | カルサヴィナ、イェジェルスカ、ブルガコフ、チェケッティ、コヴァルスキー、フォーキン、ほかに歌手たち |
| 5月26日 パリ、オペラ座     | オペラ 『夜鳴き鶯』     | ロマノフ ブノワ サニーン | ストラヴィンスキー              | モントゥー     | ブノワ                   | -                                                                                                  |
| 6月2日 パリ、オペラ座      | 『変身物語』            | フォーキン               | シテインベルク                  | モントゥー     | ドブジンスキー           | カルサヴィナ、ボルム、フローマン、フォーキン                                                       |

- 7月に第一次世界大戦勃発、ロシアと往復しにくくなり、座員がばらばらになる。ニジンスキーはハンガリーで軟禁される。

### 1915年
- ディアギレフは、スイスで座の再編成をはかり、年末になって、ジュネーヴとパリで公演した。
- 3月、ディアギレフはプロコフィエフが作曲した『アラとロリー』を聴くが、却下。

| 日付・会場                | タイトル                            | 振付家   | 作曲者                 | 指揮者     | 装置／衣裳   | 主なダンサー         |
| ------------------------- | ----------------------------------- | -------- | ---------------------- | ---------- | ------------ | -------------------- |
| 12月20日 ジュネーヴ大劇場 | 『夜の太陽』 （歌劇『雪娘』による） | マシーン | リムスキー＝コルサコフ | アンセルメ | ラリオーノフ | マシーン、スヴェレフ |

### 1916年
- アメリカ各地へ2度巡演し、その間にスペインのマドリードでも公演した。2度目のアメリカへは、ディアギレフは参加せず。
- 軟禁状態から解放されたニジンスキーが北米公演に参加し、臨時の団長を務める。

| 日付・会場                                                    | タイトル                         | 振付家       | 作曲者         | 指揮者     | 装置／衣裳       | 主なダンサー                                         |
| ------------------------------------------------------------- | -------------------------------- | ------------ | -------------- | ---------- | ---------------- | ---------------------------------------------------- |
| 8月21日 サン・セバスティアン、 エウフェニア・ヴィクトリア劇場 | 『ラス・メニナス』               | マシーン     | フォーレ       | アンセルメ | ソクラテ／セール | ソコロヴァ、ココロヴァ、マシーン、ヴォイジコフスキー |
| 8月25日 サン・セバスティアン、 エウフェニア・ヴィクトリア劇場 | 『キキモーラ』                   | マシーン     | リャードフ     |            | ラリオノフ       | サベルスカ、イジコフスキー                           |
| 10月23日 ニューヨーク、 マンハッタン歌劇場                    | 『ティル・オイレンシュピーゲル』 | ニジンスキー | R.シュトラウス | ゲッツ     | ジョーンズ       | レヴァルレ、ニジンスキー                             |

### 1917年
- ロシア革命でニコライ2世が退位、レーニンが政権を握り、団員の多くが亡命した。
- ローマ → パリ → マドリード → 南米 → マドリードを巡演。ディアギレフは南米は不参加。

| 日付・会場                         | タイトル                                  | 振付家                    | 作曲者                            | 指揮者     | 装置／衣裳            | 主なダンサー                                                                                 |
| ---------------------------------- | ----------------------------------------- | ------------------------- | --------------------------------- | ---------- | --------------------- | -------------------------------------------------------------------------------------------- |
| 4月12日 ローマ、コンスタンツィ劇場 | 『上機嫌な婦人たち』                      | マシーン                  | スカルラッティ （トマシーニ編曲） | アンセルメ | バクスト              | ロポコヴァ、チェルニチェヴァ、マシーン、チェケッティ夫妻、イジコフスキー、ヴォイジコフスキー |
| 4月12日 ローマ、コンスタンツィ劇場 | 『花火』                                  | 構成：ディアギレフ バッラ | ストラヴィンスキー                |            | バッラ                | ダンサーなしのパフォーマンス                                                                 |
| 5月11日 パリ、シャトレ座           | 『ロシア物語』 （『キキモーラ』から拡大） | マシーン                  | リャードフ                        | アンセルメ | ラリオーノフ          | チェルニチェヴァ、ソコロヴァ、ヴォイジコフスキー、ヤヴィンスキー、イジコフスキー、マシーン   |
| 5月18日 パリ、シャトレ座           | 『パラード』                              | マシーン                  | サティ                            | アンセルメ | ピカソ 台本：コクトー | ロポコヴァ、チャベルスカ、マシーン、ツヴェレフ                                               |

### 1918年
- バルセロナとマドリードで公演。
- 1918年は新作の初演は行われず。

### 1919年
- パリ講和会議が、1月に開かれた。バレエ・リュスは、ロンドンとパリで公演。

| 日付・会場                         | タイトル         | 振付家   | 作曲者                        | 指揮者     | 装置／衣裳 | 主なダンサー                                                                                                   |
| ---------------------------------- | ---------------- | -------- | ----------------------------- | ---------- | ---------- | --- |
| 6月5日 ロンドン、アルハンブラ劇場  | 『風変わりな店』 | マシーン | ロッシーニ （レスピーギ編曲） | デフォッス | ドラン     | ロポコヴァ、マシーン、ネムチノヴァ、チェルニチェヴァ、ニジンスカ、ヴィルザーク、ヴォイジコフスキー、ツヴェレフ |
| 7月22日 ロンドン、アルハンブラ劇場 | 『三角帽子』     | マシーン | ファリャ                      | アンセルメ | ピカソ     | カルサヴィナ、マシーン、ヴォイジコフスキー                                                                     |

### 1920年
- パリとローマで公演。
- 4月、ディアギレフはラヴェルの『ラ・ヴァルス』を聴くが、バレエとしての上演を拒否。6月にはミヨーの『男とその欲望』を聴くが、これも却下する。

| 日付・会場             | タイトル                                      | 振付家   | 作曲者             | 指揮者     | 装置／衣裳 | 主なダンサー                                                                                         |
| ---------------------- | --------------------------------------------- | -------- | ------------------ | ---------- | ---------- | --- |
| 2月2日 パリ、オペラ座  | 『ナイチンゲールの歌』 （『夜鳴き鶯』を改変） | マシーン | ストラヴィンスキー | アンセルメ | マティス   | カルサヴィナ、ソコロヴァ、グリゴリエフ                                                               |
| 5月15日 パリ、オペラ座 | 『プルチネルラ』                              | マシーン | ストラヴィンスキー | アンセルメ | ピカソ     | カルサヴィナ、チルニチェヴァ、ネムシノヴァ、マシーン、ソコロヴァ、イジコフスキー、ヴォイジコフスキー |

### 1921年
- ジュネーヴ → リヨン → パリ → ローマを巡演。
- 2月、マシーンが解雇される。
- 2月末、コフノがディアギレフの秘書となる。
- 12月、『眠りの森の美女』が興行として大失敗し財政危機となる。これに懲りたディアギレフは古い作品には手を触れないことになる。

| 日付・会場                         | タイトル                 | 振付家                           | 作曲者                    | 指揮者         | 装置／衣裳   | 主なダンサー                                                                             |
| ---------------------------------- | ------------------------ | -------------------------------- | ------------------------- | -------------- | ------------ | ---------------------------------------------------------------------------------------- |
| 5月17日 パリ、ゲテ・リリック劇場   | 『道化師』               | スラヴィンスキー ラリオーノフ    | プロコフィエフ            | プロコフィエフ | ラリオーノフ | デヴィリール、スラヴィンスキー、ジズヴィンスキー                                         |
| 5月17日 パリ、ゲテ・リリック劇場   | 『クァドロ・フラメンコ』 | アンダルシアの民族舞踏           | 民族音楽 （ファリャ編曲） |                | ピカソ       | マリア・ダルバイシンなど、本場のフラメンコダンサー                                       |
| 11月2日 ロンドン、アルハンブラ劇場 | 『眠れる森の美女』       | プティパ セルゲイエフ ニジンスカ | チャイコフスキー          | フィテルベルク | バクスト     | スペシヴツェヴァ、ロポコヴァ、ブリアンツァ、チェルニチェヴァ、ニジンスカ、ウラディミロフ |

### 1922年
- アントウェルペン → ブリュッセル → ジュネーヴ → オーステンデ → パリ → ウィーンを巡演。

| 日付・会場             | タイトル         | 振付家     | 作曲者             | 指揮者         | 装置／衣裳                   | 主なダンサー                                           |
| ---------------------- | ---------------- | ---------- | ------------------ | -------------- | ---------------------------- | ------------------------------------------------------ |
| 5月18日 パリ、オペラ座 | 『狐』           | ニジンスカ | ストラヴィンスキー | アンセルメ     | ゴンチャロワ                 | ニジンスカ、イジコフスキー、ヤヴィンスキー、フェドロフ |
| 6月3日 パリ、オペラ座  | オペラ『マヴラ』 | ニジンスカ | ストラヴィンスキー | フィテルベルク | レオポルド・シュルヴァージュ |                                                        |

### 1923年
- アントウェルペン → ベルン → ジュネーヴ → ローザンヌ → モンテカルロ → パリを巡演。
- 2月、リファールら、ニジンスカの弟子が入団。

| 日付・会場                       | タイトル | 振付家     | 作曲者             | 指揮者     | 装置／衣裳   | 主なダンサー                                                                 |
| -------------------------------- | -------- | ---------- | ------------------ | ---------- | ------------ | ---------------------------------------------------------------------------- |
| 7月13日 パリ、ゲテ・リリック劇場 | 『結婚』 | ニジンスカ | ストラヴィンスキー | アンセルメ | ゴンチャロワ | チェルニチェヴァ、ドブロヴスカ、セメノフ、ヴォイジコフスキー、ほかに歌手たち |

### 1924年
- アムステルダム → ハーグ → モンテカルロ → パリ → ロッテルダムを巡演。

| 日付・会場                     | タイトル                            | 振付家     | 作曲者                            | 指揮者     | 装置／衣裳                       | 主なダンサー                                                                   |
| ------------------------------ | ----------------------------------- | ---------- | --------------------------------- | ---------- | -------------------------------- | ------------------------------------------------------------------------------ |
| 1月1日 モンテカルロ歌劇場      | オペラ 『鳩』                       |            | グノー （プーランク編曲）         |            | グリス                           |                                                                                |
| 1月3日 モンテカルロ歌劇場      | 『女羊飼いの誘惑』                  | ニジンスカ | モンテクレール （カサドシュ編曲） | フラマン   | グリス                           | ネムシノヴァ、ニジンスカ、チェルニチェヴァ                                     |
| 1月5日 モンテカルロ歌劇場      | オペラ 『いやいやながら医者にされ』 |            | グノー （サティ編曲）             |            | ブノワ                           |                                                                                |
| 1月6日 モンテカルロ歌劇場      | 『牝鹿』                            | ニジンスカ | プーランク                        | フラマン   | ローランサン                     | ネムチノヴァ、ニジンスカ、ヴィルザーク                                         |
| 1月8日 モンテカルロ歌劇場      | 『チマロジアーナ』                  | マシーン   | チマローザ                        | フラマン   | セール                           | ネムチノヴァ、チェルニチェヴァ、ソコロヴァ、イジコフスキー、ヴォイジコフスキー |
| 1月10日 モンテカルロ歌劇場     | オペラ 『フィレモンとボーシス』     |            | グノー （オーリック編曲）         |            |                                  |                                                                                |
| 1月17日 モンテカルロ歌劇場     | オペラ 『教育不足』                 |            | シャブリエ （ミヨー編曲）         |            | グリス                           |                                                                                |
| 1月19日 モンテカルロ歌劇場     | 『うるさがた』                      | ニジンスカ | オーリック                        | フラマン   | ブラック                         | チェルニチェヴァ、ヴィルサク、ドーリン                                         |
| 4月13日 モンテカルロ歌劇場     | 『禿山の一夜』                      | ニジンスカ | ムソルグスキー                    | フラマン   | ゴンチャロワ                     | ソコロヴァ、フェドロフ                                                         |
| 5月27日 パリ、オペラ座         | 『女の悪企み』                      | マシーン   | チマローザ （レスピーギ編曲）     | アンセルメ | セール                           | カルサヴィナ、チルニチェヴァ、イジコフスキー、ほかに歌手たち                   |
| 6月20日 パリ、シャンゼリゼ劇場 | 『青列車』                          | ニジンスカ | ミヨー                            | メサジェ   | ローランス／シャネル、幕：ピカソ | ドーリン、ニジンスカ、ソコロヴァ、リファール、ヴォイジコフスキー               |

- 8月、バランシンが入団する。

### 1925年
- バルセロナとパリで公演。
- マシーンが振付師としてバレエ・リュスに復帰。
- 7月、ドーリンが退団する。

| 日付・会場                        | タイトル                 | 振付家     | 作曲者         | 指揮者   | 装置／衣裳          | 主なダンサー                                                               |
| --------------------------------- | ------------------------ | ---------- | -------------- | -------- | ------------------- | -------------------------------------------------------------------------- |
| 4月28日 モンテカルロ歌劇場        | 『ゼフィールとフロール』 | マシーン   | デュケルスキー | スコット | ブラック 台本コフノ | ニキチーナ、ドーリン、リファール                                           |
| 6月17日 パリ、ゲテ・リリック劇場  | 『水夫』                 | マシーン   | オーリック     | スコット | プルーナ            | ネムチノヴァ、ソコロヴァ、リファール、ヴォイジコフスキー、スラヴィンスキー |
| 12月11日 ロンドン、コロシアム劇場 | 『バラボー』             | バランシン | リエーティ     | ユトリロ | デゾルミエール      | ヴォイジコフスキー、リファール、シャメエ                                   |

### 1926年
- ロンドン → モンテカルロ → パリ → ウィーンを巡演。

| 日付・会場                         | タイトル                   | 振付家                | 作曲者                | 指揮者         | 装置／衣裳                             | 主なダンサー                                                   |
| ---------------------------------- | -------------------------- | --------------------- | --------------------- | -------------- | -------------------------------------- | -------------------------------------------------------------- |
| 5月4日 モンテカルロ歌劇場          | 『ロミオとジュリエット』   | ニジンスカ バランシン | ランバート            | スコット       | エルンスト ミロ                        | カルサヴィナ、リファール、スラヴィンスキー                     |
| 5月29日 パリ、サラ・ベルナール劇場 | 『パストラール』           | ニジンスカ            | オーリック            | デゾルミエール | ブルーナ                               | ドブロヴスカ、ダニロワ、リファール、ヴォイジコフスキー         |
| 7月3日 パリ、サラ・ベルナール劇場  | 『びっくり箱』             | バランシン            | サティ （ミヨー編曲） | デゾルミエール | ドラン                                 | ダニロワ、チェルニチェヴァ、ドブロヴスカ、イジコフスキー       |
| 12月3日 ロンドン、リセウム劇場     | 『海神ネプチューンの勝利』 | バランシン            | バーナーズ            | デゾルミエール | シュルヴァシス〈19世紀版画）／プルーナ | ダニロワ、チェルニチェヴァ、ソコロヴァ、リファール、バランシン |

### 1927年
- ロンドン、モンテカルロ、パリで公演。

| 日付・会場                         | タイトル                            | 振付家     | 作曲者             | 指揮者             | 装置／衣裳    | 主なダンサー                                                                     |
| ---------------------------------- | ----------------------------------- | ---------- | ------------------ | ------------------ | ------------- | -------------------------------------------------------------------------------- |
| 4月30日 モンテカルロ歌劇場         | 『牝猫』                            | バランシン | ソーゲ             | スコット           | ガボ ペヴスネ | スペシヴツェヴァ、リファール                                                     |
| 5月30日 パリ、サラ・ベルナール劇場 | オペラ＝オラトリオ 『エディプス王』 |            | ストラヴィンスキー | ストラヴィンスキー |               |                                                                                  |
| 6月2日 パリ、サラ・ベルナール劇場  | 『メルキュール』                    | マシーン   | サティ             | デゾルミエール     | ピカソ        | ペトロヴァ、マシーン、リサネヴィチ                                               |
| 6月7日 パリ、サラ・ベルナール劇場  | 『鋼鉄の歩み』                      | マシーン   | プロコフィエフ     | デゾルミエール     | ヤクロフ      | チェルニチェヴァ、ダニロワ、マシーン、ペトロヴァ、リファール、ヴォイジコフスキー |

### 1928年
- ブリュッセルとパリで公演。

| 日付・会場                              | タイトル                 | 振付家     | 作曲者                      | 指揮者             | 装置／衣裳              | 主なダンサー                                                         |
| --------------------------------------- | ------------------------ | ---------- | --------------------------- | ------------------ | ----------------------- | -------------------------------------------------------------------- |
| 6月6日 パリ、サラ・ベルナール劇場       | 『オード』               | マシーン   | ナボコフ                    | デゾルミエール     | チェリチェフ 台本コフノ | ベリアミナ、ドブロヴスカ、ニキチナ、マシーン、リファール、エフィモフ |
| 6月12日 パリ、サラ・ベルナール劇場      | 『ミューズを導くアポロ』 | バランシン | ストラヴィンスキー          | ストラヴィンスキー | アンドレ・ボーシャン    | ダニロワ、チェルニチェヴァ、ドブロヴスカ、リファール                 |
| 7月16日 ロンドン ヒズ・マジェスティ劇場 | 『物乞う神々』           | バランシン | ヘンデル （ビーチャム編曲） | ビーチャム         | バクスト／グリス        | ダニロワ、ヴォイジコフスキー、チェルニチェヴァ、ドブロヴスカ         |

### 1929年
- ロンドン、パリ、ヴィシーで公演。

| 日付・会場                         | タイトル     | 振付家     | 作曲者         | 指揮者         | 装置／衣裳        | 主なダンサー                                                                     |
| ---------------------------------- | ------------ | ---------- | -------------- | -------------- | ----------------- | -------------------------------------------------------------------------------- |
| 5月9日 モンテカルロ歌劇場          | 『舞踏会』   | バランシン | リエッティ     | スコット       | キリコ            | ダニロワ、ドブロヴスカ、リファール、ヴォイジコフスキー、バランシン、リブコフスカ |
| 5月21日 パリ、サラ・ベルナール劇場 | 『放蕩息子』 | バランシン | プロコフィエフ | プロコフィエフ | ルオー 台本コフノ | ドブロヴスカ、リファール、ヴォイジコフスキー、ドーリン                           |

- シーズンオフ中の8月19日、ディアギレフ没。バレエ・リュスはそのまま解散となる。
- バレエ・リュスの復活に向けた動きがいくつかあったが、同年10月24日に始まる世界恐慌によりいずれも実現せず。